# Clethraceae
Las Clethraceae son una pequeña familia de fanerógamas en el orden Ericales, nativas de regiones tropicales y templadas de Asia y de las Américas, con otra especie en Madeira. La familia comprende dos géneros, Clethra y Purdiaea. 
En el pasado, muchos botánicos incluían solo a Clethra en la familia, pero recientes investigaciones mostraron que el género Purdiaea, antes en la familia Cyrillaceae, estaba más emparentada con Clethra (Anderberg & Zhang 2002).

## Descripción
Son arbustos o árboles pequeños, frecuentemente estrellado-pubescentes; plantas hermafroditas. Hojas alternas, simples, dentadas o enteras; pecioladas, estípulas ausentes. Flores actinomorfas, en panículas terminales o aglomeraciones de racimos; sépalos 5, connados en la base, persistentes; pétalos 5, blancos; estambres 10, hipóginos, filamentos libres o adnados a la base de la corola, anteras ditecas, sagitadas, poricidas; ovario súpero, 3-locular, 3-lobado, estilo 1, apicalmente 3-lobado, óvulos numerosos en 3 placentas axiales. Fruto una cápsula loculicida 3-valvada; semillas numerosas, aplanadas, aladas.